# 村松喬 (細胞生物学者)
村松 喬（むらまつ たかし、1941年2月16日 - )は、日本の生化学者・細胞生物学者である。
鹿児島市生まれ、名古屋市出身。糖タンパク質とミッドカインについて研究し、顕著な成果を上げた。

## 研究成果の概要
若い研究者の時は、糖タンパク質の糖鎖を大きく切り出すエンドグリコシダーゼが存在することを発見した。このとき見出された酵素(Endo-D)は免疫グロブリンに結合する糖鎖の機能を明らかにするのに役立った。Endo-Dなどのエンドグリコシダーゼはアスパラギンに結合した糖鎖の生合成機構解明でも重要な役割を果たした。つづいて多分化能を持つEC細胞（ES細胞の原型）に、糖タンパク質結合性の巨大な糖鎖を発見した。この糖鎖はこれらの細胞を特徴づけるマーカーの、いくつかを担っていた。
研究室を主宰するようになって、多くの共同研究者と共にEC細胞を出発点として、より幅広く仕事を進めた。まず、成長因子あるいはサイトカインに属するミッドカインを発見し、その生理的、病理的意義を明らかにした。特に注目されるのは、炎症性細胞の遊走を促進するなど免疫現象と深く関わること、傷害を受けた組織の生存と修復を助けること、そして様々ながんで発現が増強し、がんの発生と進展に寄与することである。
また、免疫グロブリン様構造と特異な膜貫通領域を持つ細胞膜糖タンパク質、エンビジン(GP70)を発見した。さらに類似の構造を持つタンパク質を見出し、ベイシジンと命名した。細胞膜糖タンパク質の新ファミリーが発見されたのであり、その後、世界各地の研究で、このファミリーは多彩な機能を果たすことが分かった。ベイシジンはマラリアの発症にも重要である。村松らはベイシジンが精子形成、網膜細胞の機能と生存維持に必要なことを明らかにした。
そして糖鎖のN―アセチルグルコサミンに硫酸基を転移する酵素(GlcNAc6ST)を分子クローニングによって初めて同定し、その産物の糖鎖が免疫現象、ことにリンパ球ホーミングで果たす役割を国際共同研究で解明した。

## 略歴
- 1959年　東海高等学校卒業
- 1963年　東京大学理学部生物化学科卒業
- 1968年　東京大学大学院理学系研究科博士課程修了
- 1968年　アルバートアインシュタイン医科大学研究員
- 1972年　神戸大学医学部講師
- 1973年　神戸大学医学部助教授
- 1977年　パスツール研究所客員研究員
- 1980年　鹿児島大学医学部教授
- 1993年　名古屋大学医学部教授
- 2004年　名古屋大学名誉教授
- 2004年　愛知学院大学心身科学部健康科学科教授
- 2008年　愛知学院大学心身科学研究所所長[21]

## 学会活動
- 1997年　日本生殖免疫学会学術集会長[22]
- 1999年　Glycobiology, Associate Editor[1]
- 2000年　日本糖質学会年会世話人代表[23]
- 2002年　日本生化学会会長[24]
- 2004年　日本生殖免疫学会名誉会員[22]
- 2005年　日本生化学会名誉会員[24]
- 2006年　日本糖質学会名誉会員[23]

## 受賞・受章
- 1975年　日本生化学会奨励賞（糖質複合体に作用するグリコシダーゼの研究）[24]
- 2002年　中日文化賞（細胞の成長因子ミッドカインの発見）[25]
- 2022年　瑞宝中綬章 [26][27][28]

## 著書
- 『細胞分化　-　卵にひそむ力をさぐる』　（丸善、1987年）
- 『Cell Surface and Differentiation』　（Springer、1990年）

## 共編著
- 『Teratocarcinoma and Embryonic Cell Interactions』 (Japan Scientific Societies Press/ Academic Press、 1982年)
- 『マウスのテラトーマ』　(理工学社、　1987年)
- 『トランスジェニックバイオロジー』　（講談社サイエンティフィク、　1989年)
- 『Handbook of Endoglycosidases and Glycoamidases』 (CRC Press、 1992年)
- 『わかりやすい分子生物学』　（丸善、　1999年)
- 『ポストシークエンスタンパク質実験法１－４』 (東京化学同人、　2002-2003年)
- 『Midkine: From Embryogenesis to Pathogenesis and Therapy』 (Springer、 2012年)